# Liběchov (zámek)
Liběchov je barokní zámek z doby kolem roku 1730, později upravovaný, s parkem, v obci Liběchov v okrese Mělník ve Středočeském kraji. Zámek je chráněn jako kulturní památka České repubůliky.

## Historie

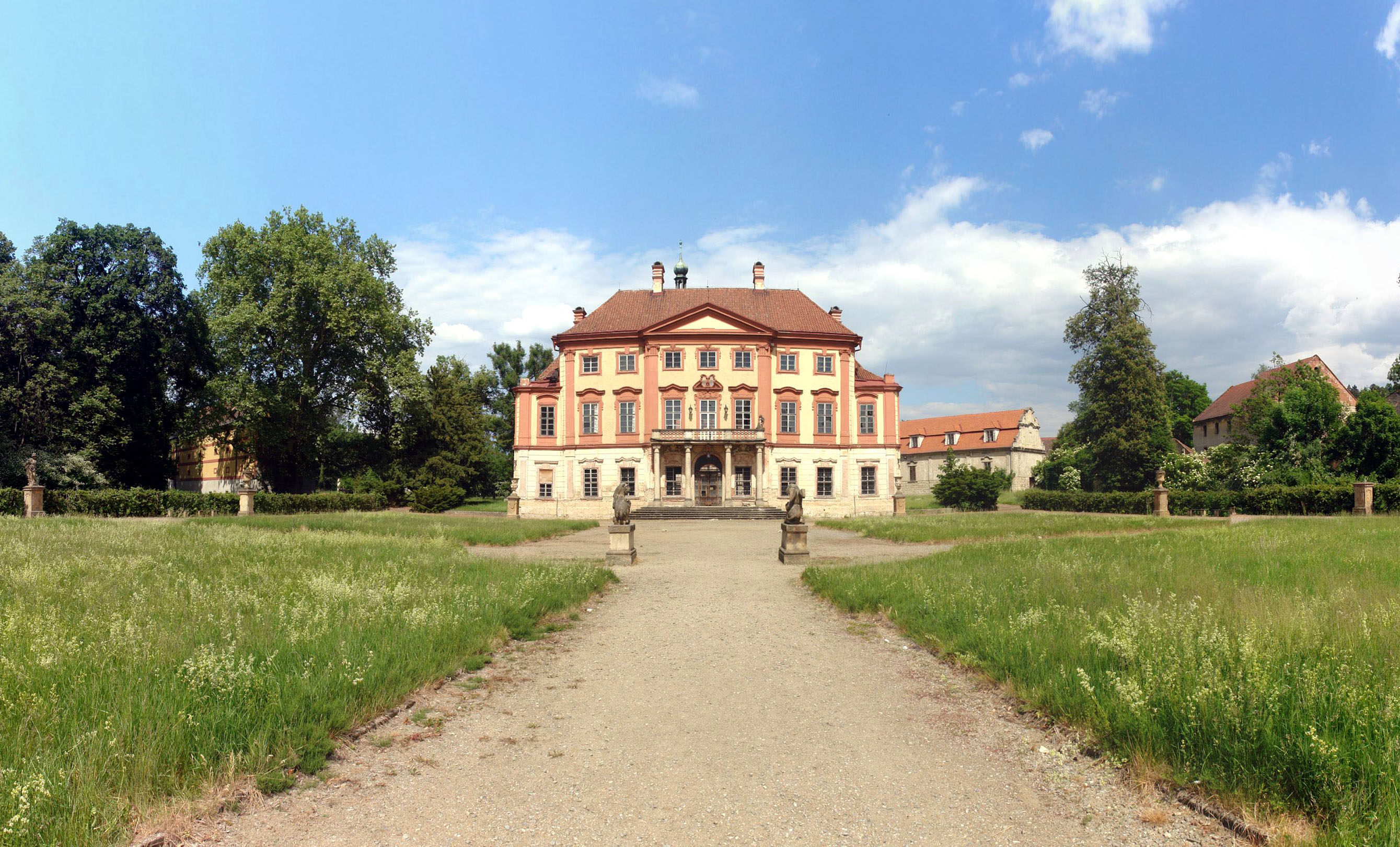
Pohled z parku

Na místě středověké tvrze vznikl v 16. století vodní hrádek, který roku 1709 spolu s panstvím koupili Pachtové z Rájova. Barokní přestavbu v letech 1720–1730 vedl architekt František Maxmilián Kaňka, který zámek rozšířil o zahradní křídlo.
Kolem roku 1811 jej dále upravil nový majitel, textilní podnikatel, armádní dodavatel a mecenáš Jakub Veith (1758-1833) a jeho mladší syn Antonín Veith, kteří do Liběchova zvali významné učence a umělce. Například filozof Bernard Bolzano při zdejším pobytu napsal svůj spis Paradoxy nekonečna. Z německých umělců byli zváni malíř romantismu a Orientu Wilhelm Gail, který pro Veitha naskicoval projekt budovy Slavína v Tupadlech, nebo bavorský sochař, profesor Anton Schwanthaler, který vytvořil modely soch českých panovníků a hrdinů. Výzdobu interiérů obstaral malíř Josef Navrátil, který namaloval fresky nade dveřmi v patře. Kuriozitou byl orientální salón. Sochařskou výzdobou byl pověřen tehdy ještě kuchař Václav Levý, který našel inspirační zdroje v pískovcových skalách v okolí.
A. L. Veith však zámek kvůli svým dluhům v roce 1872 prodal Collaltům a odstěhoval se na nově zakoupené panství Černovice. Kníže Emanuel Collalto ale Liběchov (Liboc) v roce 1878 prodal saskému šlechtici Henningovi von Arnim. Vzhledem k tomu, že tehdy neplnoletý kníže Emanuel v té době studoval ve Vídni a Itálii, celá koupě probíhala za účasti jeho matky. Ta do zámecké kaple pořídila mešní vybavení, které po prodeji odvezla. Henning von Arnim Liběchov předal dceři, pruské hraběnce Marii Luise z Arnimu, která se provdala za německého hraběte Teodora von Lippe-Weissenfeld-Biesterfeld. Po první světové válce uvalilo ministerstvo zemědělství na panství hraběnky von Lippe-Weissenfeld-Biesterfeld vnucenou správu a správcem byl jmenován dosavadní nájemce František Homolka.
V letech 1967–1975 byl zpustlý zámek opraven pro expozici asijských kultur Náprstkova muzea, po roce 1990 byl restituován a roku 2002 silně postižen povodní.

## Popis
Rozlehlá jedno- až dvoupatrová budova na nepravidelném půdorysu má na severu půlkruhové patrové průčelí a věžičku s bání. Po stranách mytologické sochy z dílny Matyáše Bernarda Brauna. Na jihozápadní straně směrem do parku je monumentální dvoupatrové křídlo od Františka Maxmilána Kaňky s tříosým rizalitem. V parku jsou vedle soch z Braunovy dílny cenné staré stromy.
Jižně od zámku směrem k návsi se nachází hospodářský areál složený z pivovaru, mlýna, domu správce a dalších provozních staveb.

## Galerie

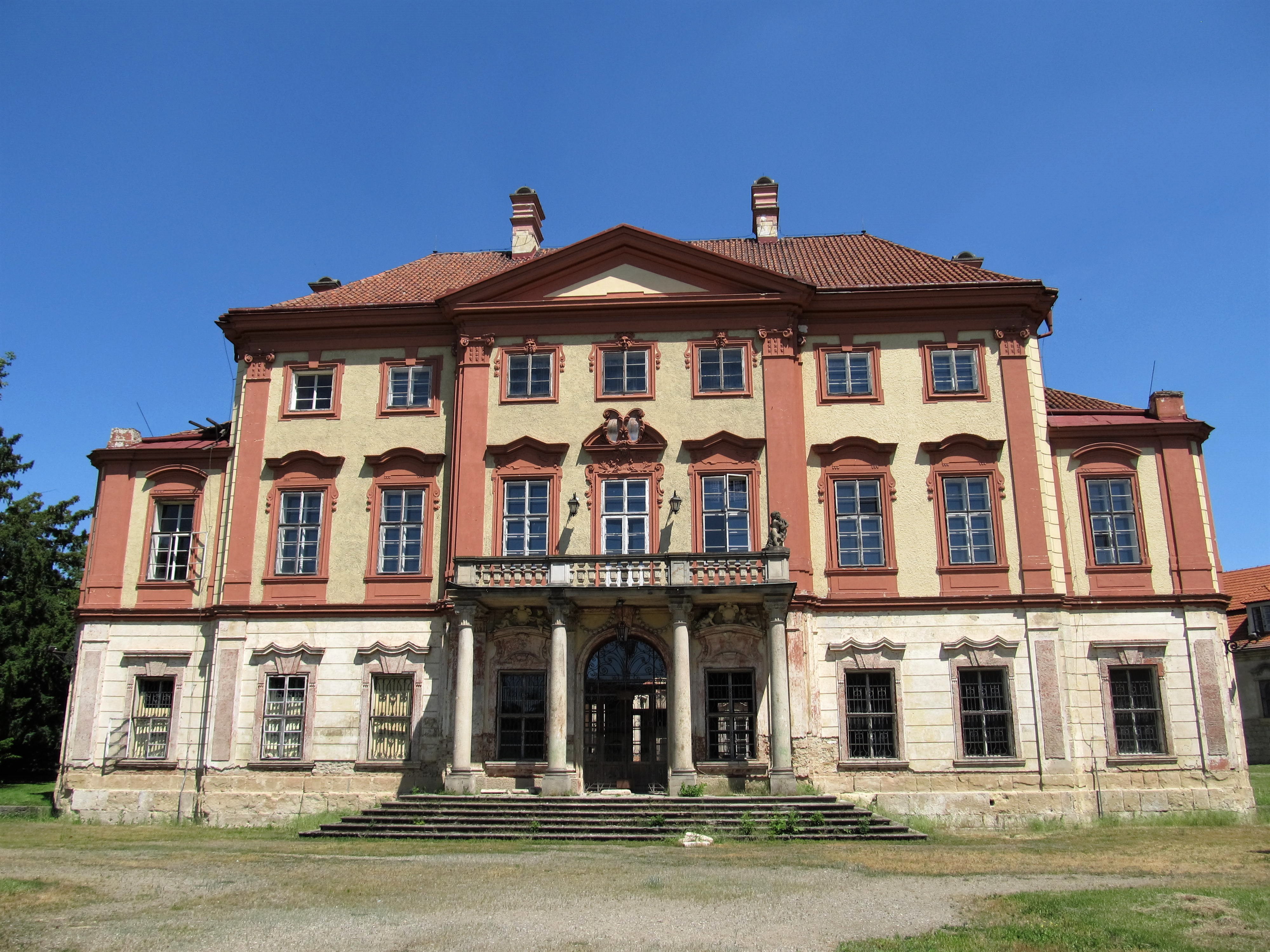
Zahradní průčelí zámku
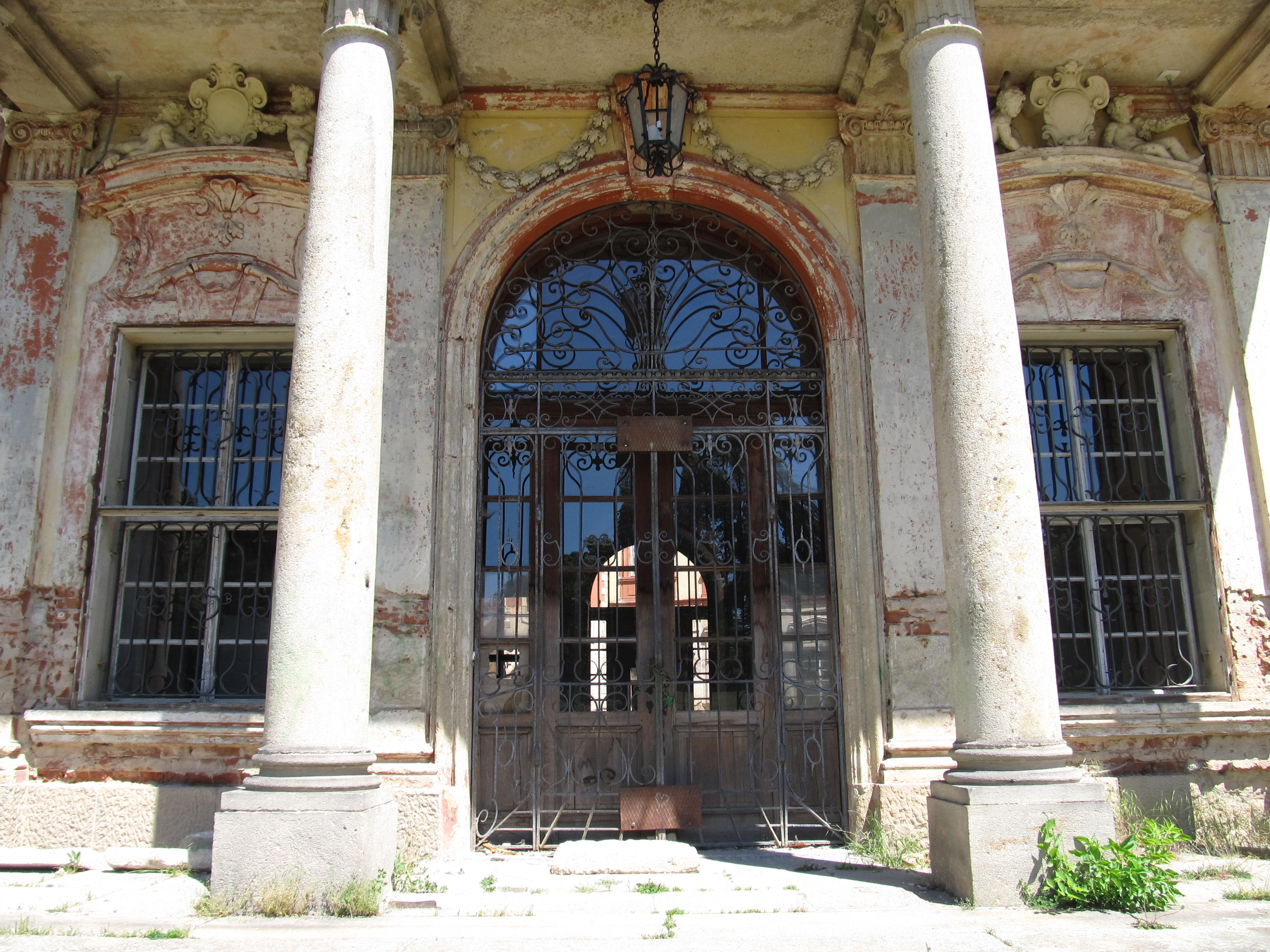
Hlavní vstup do zámku ze zahrady
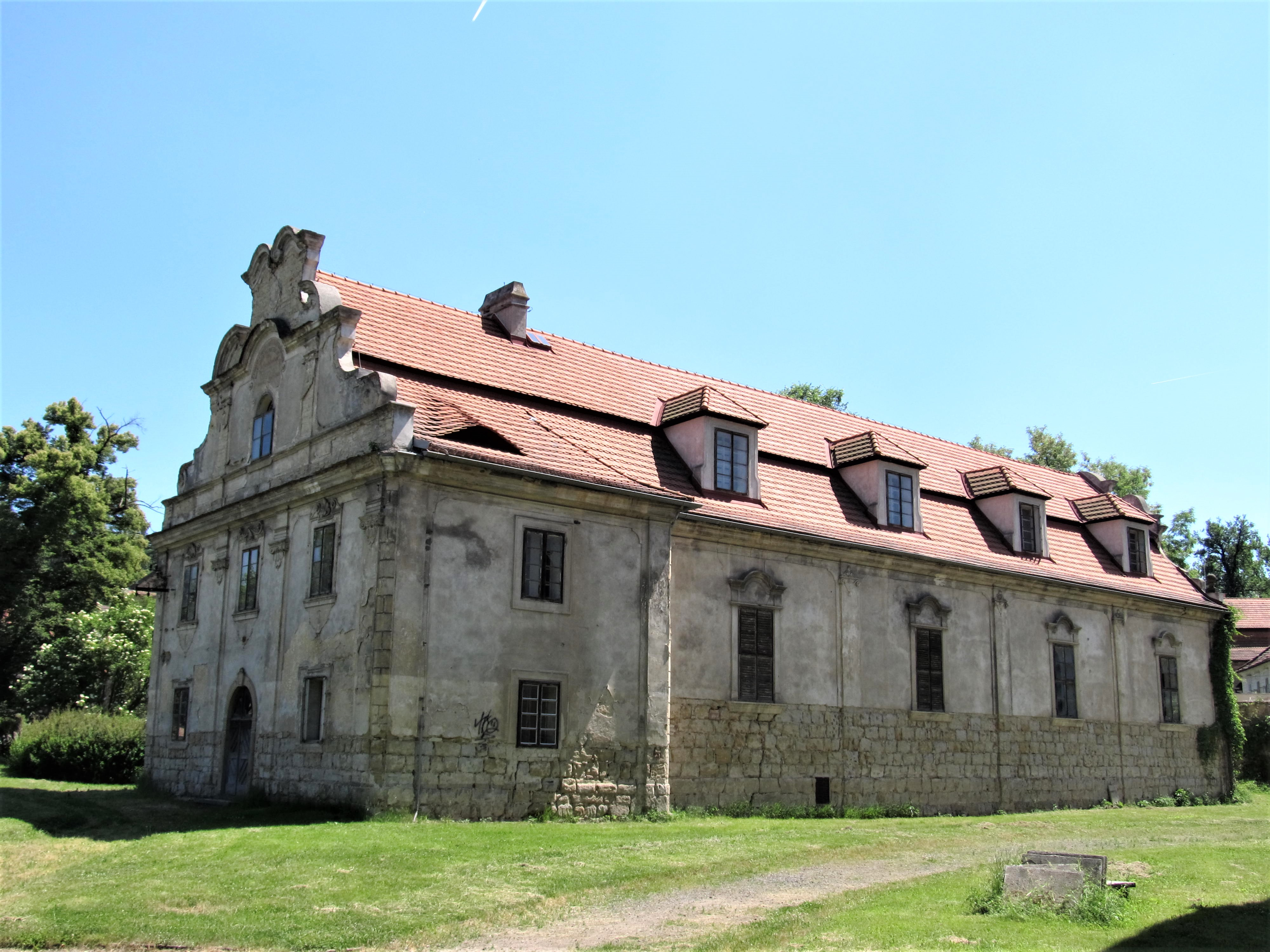
Konírny
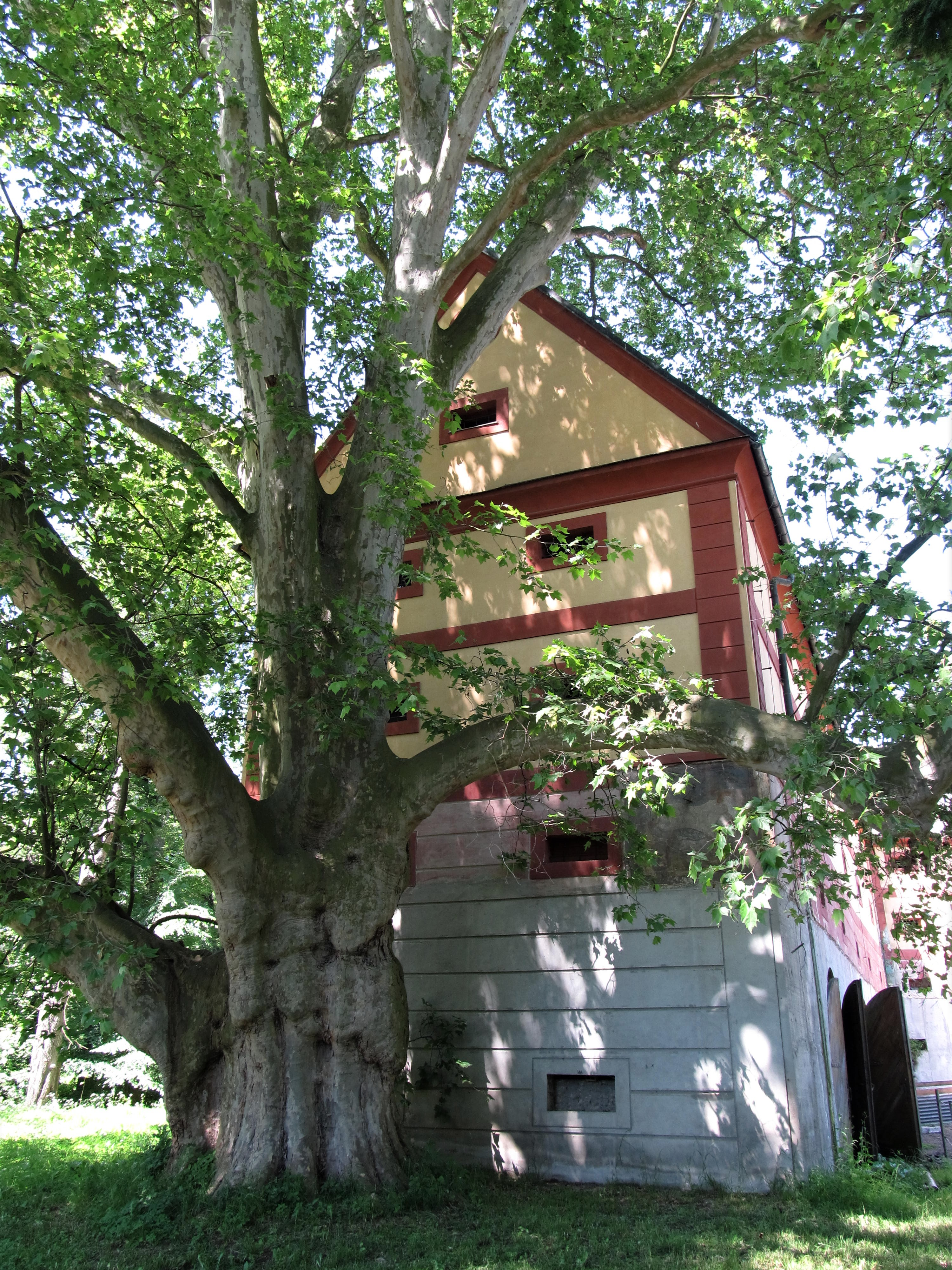
Zámecký špýchar
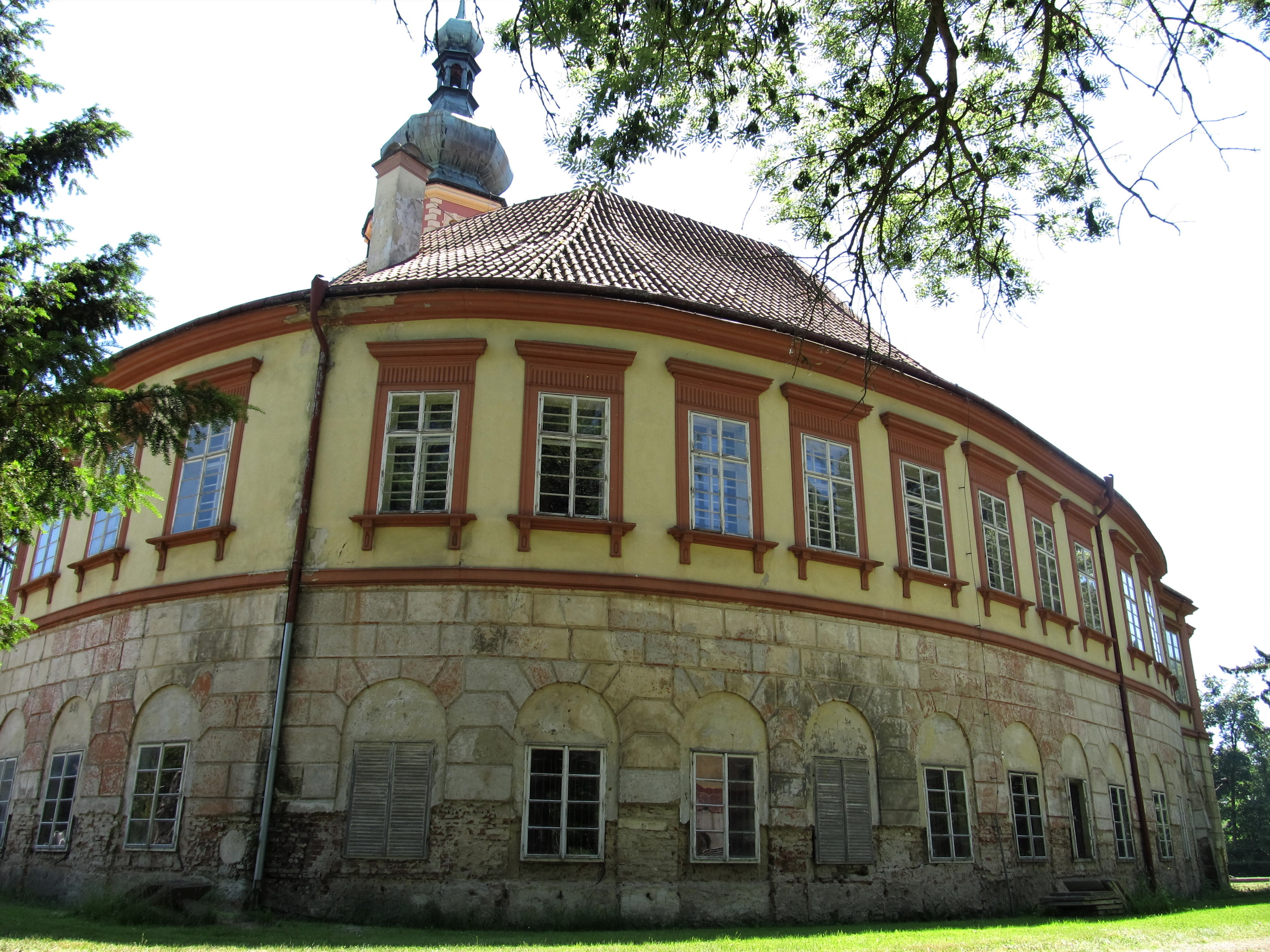
Severní průčelí zámku